# 9321 Alexkonopliv
9321 Alexkonopliv eller 1989 AK är en asteroid i huvudbältet, som upptäcktes den 5 januari 1989 av den japanske amatörastronomen Takuo Kojima i Chiyoda. Den är uppkallad efter Alex Konopliv.
Asteroiden har en diameter på ungefär 10 kilometer.